# Terror from the Year 5000
Terror from the Year 5000 is een Amerikaanse sciencefictionfilm uit 1958. De film werd geregisseerd, geproduceerd en deels geschreven door Robert J. Gurney Jr..

## Verhaal
Professor Erling en zijn financier Victor bouwen een prototype voor een tijdmachine om voorwerpen uit het verleden te halen. Hun laatste aanwinst is een standbeeld dat niet uit het verleden, maar uit het jaar 5200 blijkt te komen. Dit trekt de aandacht van Erling’s collega, Richard Hedgers. Erlings onthult dat 20e-eeuwse voorwerpen worden „geruild” voor toekomstige voorwerpen.
Victor probeert vervolgens een levend persoon naar het heden te halen, en dat lukt. De vrouw die vanuit 5200 naar het heden komt, onthult dat ze mannen wil meenemen naar de toekomst. Ze gebruikt hypnose om haar zin te krijgen.

## Rolverdeling
| Acteur            | Personage           |
| ----------------- | ------------------- |
| Ward Costello     | Dr. Robert Hedges   |
| Joyce Holden      | Claire Erling       |
| Frederic Downs    | Prof. Howard Erling |
| John Stratton     | Victor              |
| Salome Jens       | The Visitor / nurse |
| Fred Herrick      | Angelo              |
| Beatrice Furdeaux | Miss Blake          |
| Jack Diamond      | Radiologist         |
| Fred Taylor       | Lab technician      |
| Bill Downs        | Joe the bartender   |

## Achtergrond
De buitenscènes werden opgenomen in en rond Dae County, Florida.
De film staat ook bekend onder de titels Cage of Doom, Terror from 5,000 A.D. en The Girl from 5,000 A.D.. Onder zijn originele titel werd de film bespot in de cultserie Mystery Science Theater 3000.